# Matty Matlock
Julian Clifton Matlock dit Matty Matlock, né le 27 avril 1907 à Paducah dans le Kentucky et mort le 14 juin 1978 à Los Angeles, est un clarinettiste, saxophoniste et arrangeur de jazz américain.

## Biographie
Matty Matlock naît à Paducah et grandit à Nashville. Il commence à jouer de la clarinette à l'âge de 12 ans.
De 1929 à 1934, il remplace Benny Goodman dans le jazz-band de Ben Pollack en faisant des arrangements et en jouant de la clarinette.
Toujours comme clarinettiste, il rejoint le groupe de Bob Crosby en 1935 et en devient l'un des principaux arrangeurs, et joue parallèlement dans le groupe des Bobcats, groupes pour lesquels il fournit des arrangements. Il reste avec Crosby jusqu'à la séparation de son groupe en 1942. The Rough Guide to Jazz le décrit comme un musicien de Dixieland inspiré et spontané et comme un véritable arrangeur du son « arranged white Dixieland ».
Après la dissolution du groupe de Bob Crosby, Matlock travaille à Los Angeles pour les enregistrements de divers groupes Dixieland. En 1955, il apparaît à la clarinette dans le film Le Gang du blues.
Matlock meurt le 14 juin 1978 à Los Angeles, en Californie.

## Discographie non exhaustive
En tant que chef d'orchestre
- Dixieland (Douglass Phonodisc)
- Four-Button Dixie (Douglass Phonodisc, 1959) [credited as Matty Matlock and the Paducah Patrol]
- They Made It Twice As Nice As Paradise And They Called It Dixieland (Douglass Phonodisc)

Avec Bing Crosby
- Play a Simple Melody (en) / Sam's Song (également avec Gary Crosby) (Decca Records)
- Moonlight Bay (également avec Gary Crosby) (Decca Records)
- In the Cool, Cool, Cool of the Evening (avec Jane Wyman) (Decca Records)
- Bing with a Beat (en) (RCA Records)

Avec Ella Fitzgerald
- Ella Fitzgerald Sings the Irving Berlin Song Book (en) (Verve Records)

Avec Ray Heindorf
- Pete Kelly's Blues (Columbia Records)

Avec Ben Pollack
- Ben Pollack's Pick-A-Rib Boys: Dixieland (Savoie Enregistrements)
- Dixieland Vols. 1, 2 & 3 (Savoie Enregistrements)

Avec Beverly Jenkins
- Gordon Jenkins Presents My Wife The Blues Singer (Impulse!)